# Peter Pan 2 : Retour au Pays imaginaire
Pour les articles homonymes, voir Peter Pan (homonymie).
Série
Peter Pan
(1953)
Pour plus de détails, voir Fiche technique et Distribution.
Peter Pan 2 : Retour au Pays imaginaire – ou Retour au Pays imaginaire au Québec – (Return to Never Land) est le 66e long-métrage d'animation des studios Disney. Sorti en 2002, il est la suite de Peter Pan (1953).
En 2008, La Fée Clochette (Tinker Bell) a étrenné une série de films dérivés centrés sur la fée Clochette : les Disney Fairies.

## Synopsis
De nombreuses décennies après que Peter Pan ait dit au revoir à Wendy, Wendy Darling est maintenant grande, mariée à un homme nommé Edward et a eu deux enfants, Jane et Danny. Alors que la Seconde Guerre mondiale fait rage, Edward quitte sa famille pour se battre, laissant Wendy s'occuper des enfants. Jane devient en grandissant une jeune fille très sérieuse et, contrairement à son frère cadet, refuse de croire aux histoires sur Peter Pan et aux Pays imaginaire, les qualifiant d’ "enfantillages". 
Un soir, Wendy annonce à Jane que tous les enfants de Londres seront bientôt évacués à la campagne pour leur sécurité en raison du bombardement de la ville par la Luftwaffe, par l'Allemagne nazie. Refusant cela, Jane finit par provoquer une dispute entre elle et sa famille, à cause des « enfantillages ridicules » que raconte sa mère à son petit frère au sujet de « la foi, la confiance, et la poussière de fée ».  Plus tard dans la soirée, l'ennemi juré de Peter, le capitaine Crochet, et son équipage de pirates arrivent sur son navire enchanté par la poussière de fée et kidnappent Jane, la prenant pour Wendy. Cette dernière se retrouve ligotée et bâillonnée, et emmené dans le Pays imaginaire, où ils prévoient de donner Jane à une pieuvre afin d'attirer Peter dans un piège. Cependant, Peter sauve Jane et jette Crochet à sa pieuvre géante. Cette dernière avale Crochet, juste le temps de le trouver à son goût, mais Crochet finit par retourner sur le navire juste à temps. Après que Peter ait appris que Jane est la fille de Wendy, il l'emmène dans sa cachette pour être la mère des Garçons Perdus comme Wendy l'était autrefois, mais Jane refuse ce rôle. Le lendemain, alors que les garçons ne parviennent pas à apprendre à Jane à voler pour l'aider à repartir vers son monde, elle leur claque avec colère leur comportement enfantin et affirme dure comme fer devant Clochette qu’elle ne croît pas aux fées. Cette action fait que la fée Clochette ne vole plus et que sa lumière commence à s'estomper. Pendant ce temps, Crochet a l'idée de manipuler et d'attirer Jane vers lui afin de kidnapper Peter.
Ce soir-là, Crochet trouve Jane et lui promet qu'il "ne ferait pas de mal à un seul cheveu sur la tête de Peter" si elle l'aidait à trouver le trésor que Peter et les Garçons Perdus lui ont précédemment volé, ce qu'elle accepte. Crochet donne un sifflet à Jane pour lui signaler où se trouve son trésor et s'en va. Jane demande à Peter et aux garçons de jouer à un jeu de "chasse au trésor" (conformément à son accord avec Crochet), tendit que les garçons apprennent à Jane à agir comme un garçon perdu dans l'espoir de l'amener à croire aux fées et à sauver la vie de Clochette. Finalement, Jane trouve le trésor mais change d'avis sur son accord avec Crochet, et rejette le sifflet. Les garçons font d'elle la première  "fille perdue", avant que La Guigne (un des Garçons Perdus) ne trouve le sifflet et souffle dedans. Cela alerte par inadvertance les pirates, qui capturent les garçons et exposent Jane comme leur complice. Jane essaie de convaincre Peter que c'était un malentendu, mais il la réprimande pour sa tromperie et révèle que son incrédulité envers l'existence des fées fait disparaître la lumière de Clochette.
Horrifiée, Jane retourne à la cachette pour trouver le corps de Clochette, vide de toute lumière. Jane est dévastée, pensant que la fée est morte pour toujours. Elle s'excuse et finit enfin par croire à l'existence des fées, ce qui conduit Clochette à se réveiller. Les deux acolytes se dirigent dès lors vers le navire des pirates et voient Crochet forçant Peter à marcher sur la planche. Avec l'aide de Clochette, Jane libère les garçons perdus, combat les pirates, puis apprend finalement à voler lors d'un ultime face à face contre Crochet avec l'aide de Peter. Alors que ce dernier utilise l'ancre pour couler le navire, les pirates (qui s'étaient retrouvés par dessus bord et se trouvant désormais sur un bateau à rames), se retrouvent finalement poursuivis par le poulpe après avoir récupérés in extremis leur capitaine. 
Une fois cette histoire terminée, Peter confirme auprès de Jane que maintenant qu'elle sait voler, elle peut rentrer chez elle... ce qui n'est pas du goût des Garçons Perdus, tristes à l'idée de la voir partir. Jane les rassure néanmoins en confirmant qu'elle racontera leurs nouvelles aventures et celles de Peter Pan à son petit frère. Après avoir dit au revoir aux garçons, Peter escorte Jane jusque chez elle, où elle se réconcilie avec Wendy et Danny. Dans un moment seuls à seuls, Peter et Clochette rencontrent à nouveau Wendy, adulte. Bien que Peter affirme que Wendy ait changé (du fait qu'elle ait grandit), Wendy le contredit en lui affirmant qu’elle est toujours restée la même, ce qui rassure le jeune garçon. 
Heureux de l'avoir revue, Peter s'envole à nouveau vers le Pays Imaginaire après lui avoir dit au revoir, tandis que Jane et sa famille sont de nouveaux réunis avec Edward, rentré du front.

## Fiche technique
- Titre original : Return to Never Land
- Titre français : Peter Pan 2 : Retour au Pays imaginaire
- Titre québécois : Retour au Pays imaginaire
- Réalisation : Robin Budd
- Scénario : Temple Matthews d'après la pièce When Wendy Grew Up - An Afterthought de J. M. Barrie
- Montage : Antonio F. Rocco
- Musique : Joel McNeely
- Production : Cheryl Abood, Christopher Chase et Dan Rounds
- Société de production : Walt Disney Pictures et Disney Télévision Animation
- Société de distribution : Buena Vista Pictures Distribution (États-Unis) ; Gaumont Buena Vista International (France)
- Durée : 73 minutes
- Budget : 20 millions $ USD
- Langue : Anglais
- Dates de sortie[1] :
  -  États-Unis : 15 février 2002
  -  France : 14 août 2002

## Distribution

### Voix originales
- Blayne Weaver : Peter Pan
- Harriet Owen : Jane Darling / Wendy enfant
- Corey Burton : Capitaine Crochet
- Mae Whitman : Fée Clochette
- Jeff Bennett : M. Mouche / Pirates
- Kath Soucie : Wendy adulte
- Andrew McDonough : Danny
- Roger Rees : Edward
- Spencer Breslin : Le Frisé
- Bradley Pierce : Bon Zigue
- Quinn Beswick : La Plume
- Aaron Spann : les Jumeaux
- Arthur Holden : Fireman / Voix additionnelles
- Jim Cummings : Turk / Voix additionnelles
- Dan Castellaneta, Frank Welker, Rob Paulsen, Marcel Jeannin et Rodger Bumpass : Voix additionnelles
- Jonatha Brooke : soliste

### Voix françaises
- Hervé Rey : Peter Pan
- Noémie Orphelin : Jane / Wendy enfant
- Philippe Catoire : Capitaine Crochet
- Patrice Dozier : M. Mouche
- Barbara Delsol : Wendy adulte
- Charly Combette  : Danny
- Pierre Tessier : Édouard
- Matthias Mella : Le Frisé
- Sajan Gardeux : Bon Zigue
- Maxime Nivet : La Plume
- Kelyan Blanc : les Jumeaux
- François Berland : Narrateur

Voix additionnelles : Raoul Delfosse, Gérard Desalles, Patrick Guillemin, Marie-Eugénie Maréchal, Olivia Mella, Hélène Otternaud et Gérard Surugue
- Nathalie Fauran : soliste
- Les petits chanteurs d'Asnières : chœurs

### Voix québécoises
- Sébastien Reding : Peter Pan
- Kim Jalabert : Jane / Wendy enfant
- Hubert Gagnon : Capitaine Crochet
- Jacques Lavallée : M. Mouche / Pirates
- Isabelle Leyrolles : Wendy adulte
- Léo Caron : Danny
- François Trudel : Edward
- Maxime Durand : Le Frisé
- Severa Shannon : Bon Zigue
- Théo Riche : La Plume
- Rosine Chauveau-Chouinard : les Jumeaux
- Arnaud Glounez-Brosseur, Simon Houle-Gauthier, France Lefebvre, Catherine Léveillé, Alexandre Provencher : Garçons perdus (chant)
- Natalie Byrns : soliste[2]

## Chansons du film
- La Deuxième Étoile ou La Seconde Étoile à droite au Québec  (Second Star to the Right) - Nathalie Fauran ou Natalie Byrns au Québec
- Je crois ou J’essaierai au Québec (I'll Try) - Nathalie Fauran ou Natalie Byrns au Québec
- Oh ! Hisse et Ho ou La Rengaine de M. Mouche au Québec (Here We Go Another Plan) - M. Mouche
- Pour être l'un de nous ou Pour être avec nous au Québec (So to Be One of Us) - Peter Pan, Jane, et les enfants perdus
- Pour être l'un de nous ou Pour être avec nous au Québec (Now That You're One of Us) (reprise) - Peter Pan, Jane, et les enfants perdus
- Je crois ou J’essaierai au Québec (I'll Try) (reprise) - Nathalie Fauran ou Natalie Byrns au Québec
- Je crois ou I'll Try au Québec (générique de fin) - Nathalie Fauran ou Jonatha Brooke au Québec
- Do You Believe in Magic - BBMak (générique de fin)

## Sorties cinéma
- États-Unis et Canada : 10 février 2002 (première) ; 15 février 2002 (sortie nationale)
- Pérou : 21 février 2002
- Afrique du Sud : 8 mars 2002
- Espagne, Israël et Suède : 15 mars 2002
- République tchèque et Mexique : 21 mars 2002
- Norvège et Danemark : 22 mars 2002
- Royaume-Uni : 27 mars 2002
- Australie, Hongrie, Nouvelle-Zélande et Hong Kong : 28 mars 2002
- Brésil et Islande : 29 mars 2002
- Taiwan : 5 avril 2002
- Pologne : 12 avril 2002
- Grèce : 19 avril 2002
- Philippines : 24 avril 2002 (Manila)
- Corée du Sud : 3 mai 2002
- Philippines : 22 mai 2002 (Davao)
- Turquie : 14 juin 2002
- France: 14 août 2002
- Estonie : 16 août 2002
- Autriche : 19 août 2002
- Belgique : 21 août 2002
- Italie : 6 septembre 2002
- Allemagne : 19 septembre 2002
- Pays-Bas : 10 octobre 2002
- Japon : 21 décembre 2002
- Koweït : 21 janvier 2003

## Sorties vidéo
- 26 mars 2003 : VHS et DVD avec Le Protégé de Pluto est inclus.
- 21 février 2007 : Édition 3 DVD avec Peter Pan incluant Le Protégé de Pluto
- 27 août 2008 : DVD Édition exclusive
- 12 décembre 2012 : Blu-ray, DVD et édition 2 DVD avec Peter Pan